# Portugal International 1992
Die Portugal International 1992 fanden vom 5. bis zum 7. Juni 1992 statt. Es war die 27. Auflage dieser internationalen Titelkämpfe von Portugal im Badminton.

## Sieger und Platzierte
| Disziplin    | Gold                       | Silber                              | Bronze                           |
| ------------ | -------------------------- | ----------------------------------- | -------------------------------- |
| Herreneinzel | Andrei Antropow            | Niroshan Wijekoon                   | Dipankar Bhattacharjee           |
| Herreneinzel | Andrei Antropow            | Niroshan Wijekoon                   | Vimal Kumar                      |
| Dameneinzel  | Jelena Rybkina             | Marina Andrijewskaja                | Natalja Iwanowa                  |
| Dameneinzel  | Jelena Rybkina             | Marina Andrijewskaja                | Joanne Davies                    |
| Herrendoppel | Andy Goode Chris Hunt      | Andrei Antropow Nikolai Sujew       | Victor Lapa Jorge Santos         |
| Herrendoppel | Andy Goode Chris Hunt      | Andrei Antropow Nikolai Sujew       | Simon Archer Julian Robertson    |
| Damendoppel  | Joanne Davies Joanne Goode | Marina Andrijewskaja Jelena Rybkina | Heidi Krickhaus Iolanda Oliveira |
| Damendoppel  | Joanne Davies Joanne Goode | Marina Andrijewskaja Jelena Rybkina | Maria Gomes Zamy Gomes           |
| Mixed        | Joanne Goode Andy Goode    | Nikolai Sujew Marina Andrijewskaja  | Chris Hunt Joanne Davies         |
| Mixed        | Joanne Goode Andy Goode    | Nikolai Sujew Marina Andrijewskaja  | Sergei Melnikow Natalja Iwanowa  |

## Finalergebnisse
| Disziplin    | Sieger                      | Finalist                            | Ergebnis     |
| ------------ | --------------------------- | ----------------------------------- | ------------ |
| Herreneinzel | Andrei Antropow             | Niroshan Wijekoon                   | 15-8, 15-5   |
| Dameneinzel  | Jelena Rybkina              | Marina Andrijewskaja                | 12-9, 11-7   |
| Herrendoppel | Andy Goode Chris Hunt       | Andrei Antropow Nikolai Sujew       | 15-11, 15-12 |
| Damendoppel  | Joanne Wright Joanne Davies | Jelena Rybkina Marina Andrijewskaja | 15-4, 15-2   |
| Mixed        | Andy Goode Joanne Wright    | Nikolai Sujew Marina Andrijewskaja  | 15-3, 15-10  |